# 胴元
胴元（どうもと）とは賭博においての用語の一つ。賭博が行われる場合の主催者や、丁半が行われる場合にさいころを振る者や、賭博を行う場所を貸して寺銭を得ている者のことなどが胴元と呼ばれている。元締めなどと呼ばれている物事の締めくくりを行う者の事も胴元と呼ばれていることがある。
昔は筒元と書かれていたが今では胴元と書かれるようになっている。筒元と書かれていたのは、丁半が行われる場合にサイコロは筒に入れていたからであるとの説が存在する。胴元と書かれるようになった由来は、胴元となる人は腹巻にお金を入れていたからであるとの説が存在する。